# Дромантас, Ионас Ионович
Ионас Ионович Дромантас (лит. Jonas Dromantas; 1927, Саусяй, Литва — 2012, Каунас, Литва) — советский ученый и политический деятель.

## Биография
Родился в 1927 году в деревне Саусяй. Член КПСС с 1956 года.
Окончил факультет механизации сельского хозяйства Литовской сельскохозяйственной академии.
В 1954—1965 гг. — декан факультета механизации сельского хозяйства Литовской сельскохозяйственной академии.
В 1965—1975 гг. — директор Института механизации и электрификации сельского хозяйства.
В 1975—1989 гг. — ректор Литовской сельскохозяйственной академии.
Избирался депутатом Верховного Совета Литовской ССР 11-го созыва.
С 1989 года — профессор Литовской сельскохозяйственной академии.
Умер в 2012 году в Каунасе.

## Награды
- Орден Октябрьской Революции (1986)
- Орден Знак Почёта (1961)